# Mneme Lake
Der Mneme Lake (englisch; bulgarisch езеро Мнема esero Mnema) ist ein ovaler, in südwest-nordöstlicher Ausrichtung 220 m langer, 85 m breiter und 1,3 Hektar großer See auf der Livingston-Insel im Archipel der Südlichen Shetlandinseln. Er liegt 2,5 km nordöstlich des Bilyar Point am Ivanov Beach unmittelbar westlich des Rowe Point. Von der Barclay Bay trennt ihn ein zwischen 12 und 40 m breiter Landstreifen.
Die bulgarische Kommission für Antarktische Geographische Namen benannte ihn 2020 nach Mneme, einer Muse aus der römischen Mythologie.